# Medinilla subauriculata
Medinilla subauriculata är en tvåhjärtbladig växtart som beskrevs av Regalado. Medinilla subauriculata ingår i släktet Medinilla och familjen Melastomataceae. Inga underarter finns listade i Catalogue of Life.